# 第二次段祺瑞內閣
第二次段祺瑞內閣成立於民國6年（1917年）7月17日，結束於同年11月22日。
張勳復辟被段祺瑞的討逆軍擊敗之後，段祺瑞重新出任國務總理；而大總統黎元洪則通電不復任大總統，由副總統馮國璋代理大總統職務。
此時西南各省對於段祺瑞已經十分不滿，段祺瑞主張「武力統一」中國，對湖南（護法軍政府）和四川（西南軍閥）積極用兵，也乘機擴大皖系的勢力。而馮國璋則主張「和平統一」。兩人對此的分歧越來越大，出現「第二次府院之爭」。
段祺瑞的出兵在四川、湖南都遭遇失敗。1917年11月14日，陸軍第八師師長王汝賢、第二十師師長范國璋通電要求停戰議和，湖南督軍傅良佐便與省長周肇祥等數人逃離長沙，不久長沙被護法軍佔領。11月18日直系的曹錕、李純、王占元、陳光遠四名督軍又通電主和，段祺瑞只得在11月19日辭去陸軍總長職務，由王士珍繼任。11月22日，段祺瑞又辭去國務總理，由外交總長汪大燮代理。

## 內閣成員
| 職位     | 姓名   | 備注 |
| -------- | ------ | ---- |
| 國務總理 | 段祺瑞 |      |
| 外交總長 | 汪大燮 |      |
| 陸軍總長 | 段祺瑞 | 兼任 |
| 海軍總長 | 劉冠雄 |      |
| 財政總長 | 梁啟超 |      |
| 內務總長 | 湯化龍 |      |
| 教育總長 | 范源濂 |      |
| 司法總長 | 林長民 |      |
| 農商總長 | 張國淦 |      |
| 交通總長 | 曹汝霖 |      |